# CFU Club Championship 2004
Navigation
Édition précédente Édition suivante
La CFU Club Championship 2004 est la 7e édition de la CFU Club Championship. Elle met aux prises les champions des différentes nations affiliées à CFU. Le vainqueur de la compétition est qualifié pour le premier tour de la Coupe des champions de la CONCACAF 2005.
Cette édition est marquée par son faible nombre d'équipes engagées puisque seule 8 formations, issues de 6 fédérations caribéennes, s'engagent dans la compétition. Pour la première fois, les champions de Saint-Martin et de Montserrat participent à la CFU Club Championship.
La finale donne lieu à un affrontement entre les deux équipes jamaïcaines inscrites dans le tournoi. C'est finalement Harbour View FC qui prend le meilleur sur Tivoli Gardens FC pour conquérir son premier titre international et se qualifier pour la Coupe des champions de la CONCACAF. Le club de Kingston place également deux de ses attaquants en tête du classement des buteurs, bien aidé par un premier tour déséquilibré contre Ideal SC de Montserrat, battu sur le score de 30-1 sur l'ensemble des deux confrontations.

## Participants
Un total de 8 équipes provenant de 6 nations prennent part à la compétition. Elles appartiennent à la zone Caraïbes de la CONCACAF. Le tableau des clubs qualifiés était le suivant :
| Nation             | Club                  | Critère de qualification                    |
| Trinité-et-Tobago  | San Juan Jabloteh     | Champion de Trinité-et-Tobago 2003          |
| Jamaïque           | Tivoli Gardens FC     | Champion de Jamaïque 2003-2004              |
| Jamaïque           | Harbour View FC       | Finaliste du Champion de Jamaïque 2003-2004 |
| Suriname           | Walking Bout Company  | Champion du Suriname 2003-2004              |
| Suriname           | Inter Moengotapoe     | Vice-champion du Suriname 2003-2004         |
| Antigua-et-Barbuda | Bassa SC              | Champion d'Antigua-et-Barbuda 2003-2004     |
| Saint-Martin       | Juventus Saint-Martin | Champion de Saint-Martin 2003-2004.         |
| Montserrat         | Ideal SC              | Champion de Montserrat 2004                 |

## Compétition

### Premier tour
| Équipe 1          | Résultat | Équipe 2              | Aller  | Retour |
| ----------------- | -------- | --------------------- | ------ | ------ |
| San Juan Jabloteh | 3 - 1    | Walking Bout Company  | 3 - 1  | 0 - 0  |
| Inter Moengotapoe | 3 - 1    | Juventus Saint-Martin | 2 - 0  | 1 - 1  |
| Bassa SC          | 2 - 4    | Tivoli Gardens        | 2 - 1  | 0 - 3  |
| Ideal SC          | 1 - 30   | Harbour View          | 1 - 15 | 0 - 15 |

### Demi-finale
| Équipe 1          | Résultat | Équipe 2       | Aller | Retour |
| ----------------- | -------- | -------------- | ----- | ------ |
| San Juan Jabloteh | 1 - 2    | Tivoli Gardens | 1 - 1 | 0 - 1  |
| Inter Moengotapoe | 6 - 9    | Harbour View   | 4 - 6 | 2 - 3  |

### Finale
| Équipe 1     | Résultat | Équipe 2       | Aller | Retour |
| ------------ | -------- | -------------- | ----- | ------ |
| Harbour View | 3 - 2    | Tivoli Gardens | 1 - 1 | 2 - 1  |

| Champion de la CFU 2004    |
| -------------------------- |
| Drapeau de la Jamaïque     |
| Harbour View Premier Titre |

- Harbour View se qualifie pour la Coupe des champions de la CONCACAF 2005.